# Lance Mountain
Robert Lance Mountain je americký profesionální skateboardista. V 80. letech 20. století se účastnil akce společnosti Bones Brigade (Powell Peralta). V srpnu 2017 se skateboardingu stále věnoval. Mezi jeho sponzory patří Flip, Nike SB, Independent Trucks, Spitfire Wheels a Bones Bearings.
Podílel se na vytváření fingerboardu.